# Mercedes-Benz type 140
Mercedes-Benz type 140 var modelkoden for luksusbilen Mercedes-Benz S-klasse mellem juli 1991 og september 1998. Modellen afløste type 126 og blev afløst af type 220.
W140 var chassiskoden for den korte, firedørs sedan, mens den lange version hed V140. En todørs coupé solgtes som type C140.
Modellen fik et facelift i marts 1994, og endnu et i juni 1996.

## Versioner/motorer

### Benzin
- 300 SE 2,8: M 104 E 28, 6 cyl. 2799 cm³, 142 kW (193 hk), 1992−1993
- S 280: M 104 E 28, 6 cyl. 2799 cm³, 142 kW (193 hk), 1993−1998
- 300 SE: M 104 E 32, 6 cyl. 3199 cm³, 170 kW (231 hk), 1991−1993
- S 320: M 104 E 32, 6 cyl. 3199 cm³, 170 kW (231 hk), 1993−1998
- 400 SE: M 119 E 42, 8 cyl. 4196 cm³, 210 kW (286 hk), 1991−1993
- S 420: M 119 E 42, 8 cyl. 4196 cm³, 205 kW (279 hk), 1993−1998
- 500 SE: M 119 E 50, 8 cyl. 4973 cm³, 240 kW (326 hk), 1991−1993
- S 500: M 119 E 50, 8 cyl. 4973 cm³, 235 kW (320 hk), 1993−1998
- 600 SE: M 120 E 60, 12 cyl. 5987 cm³, 300 kW (408 hk), 1991−1993
- S 600: M 120 E 60, 12 cyl. 5987 cm³, 290 kW (394 hk), 1993−1998

### Diesel
- 300 SD Turbo: OM 603 D 35 A, 6 cyl. 3449 cm³, 110 kW (150 hk), 1992−1993
- S 350 Turbodiesel: OM 603 D 35 A, 6 cyl. 3449 cm³, 110 kW (150 hk), 1993−1997
- S 300 Turbodiesel: OM 606 D 30 LA, 6 cyl. 2996 cm³, 130 kW (177 hk), 1996−1998